# Orgona (keresztnév)
Az Orgona újabb keletű névadás az orgona virágnévből.

## Rokon nevek
- Sziringa: újabb névadás az orgona virág latin nevéből.[3]

## Gyakorisága
Az 1990-es években az Orgona és a Sziringa szórványos név, a 2000-es években nem szerepelnek a 100 leggyakoribb női név között.

## Névnapok
Orgona, Sziringa
- január 30.[2][3]
- szeptember 9.[2][3]